# Gilan (tỉnh)
Tỉnh Gilan (tiếng Ba Tư: گيلان Gilan) là một trong những tỉnh của Iran. Tỉnh nằm dọc theo biển Caspi, ở phía tây của tỉnh Mazandaran, phía đông của tỉnh Ardabil, phía bắc các tỉnh Zanjan và tỉnh Qazvin. Khu vực phía bắc của tỉnh là một phần lãnh thổ của Nam (Iran) Talysh. Tại trung tâm của tỉnh là thành phố chính Rasht. Các thị xã khác trên địa bàn tỉnh bao gồm Astara, Astaneh-e Ashrafiyyeh, Fuman, Lahijan, Langrud, Masouleh, Manjil, Rudbar, Roudsar, Shaft, Talesh, và Soumahe Sara.
Cảng chính của tỉnh là Bandar-e Anzali (trước đây Bandar-e Pahlavi).

## Lịch sử
Trong thời cổ đại, khu vực này là một tỉnh thuộc Ba Tư được gọi là  Daylam  (đôi khi daylaman, Dailam hoặc Delam). Vùng Daylam tương ứng với vùng hiện đại của Gīlān.

### Lịch sử ban đầu
Có vẻ như người Gelae,hay Gilites, đã đi vào khu vực phía nam bờ biển Caspi và phía tây sông Amardos (sau này là Safidrud)vào thế kỷ thứ hai hoặc thứ nhất trước Công nguyên .C.E. Pliny xác định chúng với Cadusii đang sống ở đó trước đây. Nhiều khả năng họ là một dân tộc riêng biệt, đến từ khu vực Dagestan,và thay thế kadusii. Rằng cư dân bản địa của Gilan có một số nguồn gốc có nguồn gốc ở Kavkaz được hỗ trợ bởi di truyền học và ngôn ngữ, vì Y-DNA của Gilaks gần giống nhất với người Gruzia và các dân tộc Nam Caucasus khác, trong khi mtDNA của họ gần giống với các nhóm Iran khác.  Ngôn ngữ của họ chia sẻ các tính năng kiểu chữ với các ngôn ngữ da trắng. 
Hang Chapalak, vùng Amarlou, Gilan, Iran

### Lịch sử trung cổ
Tỉnh Gilan là nơi xuất phát của triều đại Buyid vào giữa thế kỷ thứ 10. Trước đây, người dân trong tỉnh có một vị trí nổi bật trong triều đại Sassanid qua thế kỷ thứ 7, do đó quyền lực chính trị của họ mở rộng đến Mesopotamia. 
Cuộc chạm trán đầu tiên được ghi nhận giữa các lãnh chúa Gilanis/Deylamite và quân đội Ả Rập Hồi giáo xâm lược là tại Trận Jalula năm 637 sau Công nguyên, chỉ huy Deylamite Muta lãnh đạo một đội quân Gils, Deylamites, Ba Tư và người dân vùng Rey. Muta đã bị giết trong trận chiến, và đội quân bị đánh bại của ông đã xoay sở để rút lui một cách có trật tự. 
Tuy nhiên, đây dường như là một chiến thắng Pyrrhic cho người Ả Rập, vì họ không theo đuổi đối thủ của mình. Người Ả Rập Hồi giáo không bao giờ chinh phục được Gilan như họ đã làm với các tỉnh khác ở Iran. Gilanis và Deylamites đã đẩy lùi thành công tất cả các nỗ lực của người Ả Rập nhằm chiếm đất của họ hoặc chuyển đổi chúng sang Hồi giáo. Trên thực tế, chính deylamites dưới thời vua Buyid Mu'izz al-Dawla cuối cùng đã thay đổi cán cân quyền lực bằng cách chinh phục Baghdad vào năm 945. Tuy nhiên, Mu'izz al-Dawla đã cho phép các caliph Abbasid vẫn bị giam cầm thoải mái, hẻo lánh trong cung điện của họ. 
Giáo hội phương Đông bắt đầu truyền giáo gilan vào những năm 780, khi một giám mục đô thị được thành lập dưới thời Shubhalishoʿ.  Vào thế kỷ thứ 9 và thứ 10 sau Công an, Deylamites và sau đó là Gilanis dần dần chuyển đổi sang Zaidite Shi'ism. Một số chỉ huy deylamite và binh lính may mắn đang hoạt động trong các chiến trường quân sự của Iran và Mesopotamia là Zoroastrian công khai (ví dụ, Asfar Shiruyeh một lãnh chúa ở miền trung Iran, và Makan, con trai của Kaki, lãnh chúa của Rey) hoặc bị nghi ngờ chứa chấp tình cảm ủng hộ Zoroastrian (ví dụ Mardavij). Biên niên sử Hồi giáo về các cuộc xâm lược của người Varangian (Rus', người Bắc Âu thời tiền Nga) vào khu vực Caspi ven biển trong kỷ lục thế kỷ thứ 9 deylamites là không theo Đạo Hồi. Những biên niên sử này cũng cho thấy người Deylamites là những chiến binh duy nhất ở khu vực Caspi có thể chiến đấu với những người Viking Varangian đáng sợ như bình đẳng. Lính đánh thuê Deylamite phục vụ ở xa như Ai Cập, Hồi giáo Tây Ban Nhavà ở Vương quốc Khazar. 
Buyids đã thành lập thành công nhất của các triều đại Deylamite của Iran. 
Rừng Iran,Gilan
Beaker, 1100-1000 TCN, Marlik
Trong thế kỷ thứ 9-11 sau Công nguyên, đã có những cuộc tấn công quân sự lặp đi lặp lại được thực hiện bởi rus từ năm 864 đến năm 1041 trên bờ biển Caspi của Iran, Azerbaijan và Dagestan như là một phần của các cuộc thám hiểm Caspian của Rus.  Ban đầu, rus xuất hiện ở Serkland vào thế kỷ thứ 9 đi du lịch như các thương nhân dọc theo tuyến đường thương mại Volga,bán lông thú, mật ong và nô lệ. Các cuộc đột kích quy mô nhỏ đầu tiên diễn ra vào cuối thế kỷ thứ 9 và đầu thế kỷ thứ 10. Rus đã thực hiện cuộc thám hiểm quy mô lớn đầu tiên vào năm 913; Sau khi đến trên 500 con tàu, họ cướp bóc các phần cực tây của Gorgan cũng như Gilan và Mazandaran,lấy nô lệ và hàng hóa. 
Các cuộc xâm lược của Thổ Nhĩ Kỳ vào thế kỷ thứ 10 và 11, chứng kiến sự trỗi dậy của các triều đại Ghaznavid và Seljuk, đã chấm dứt các quốc gia Deylamite ở Iran. Từ thế kỷ 11 sau Công nguyên đến sự trỗi dậy của Safavids,Gilan được cai trị bởi các nhà cai trị địa phương, những người đã vinh danh quyền lực thống trị ở phía nam dãy Alborz nhưng cai trị độc lập. 
Năm 1307, Ilkhan Öljeitü chinh phục khu vực này.  Đây là lần đầu tiên khu vực này nằm dưới sự cai trị của người Mông Cổ sau khi người Mông Cổ Ilkhanid và các đồng minh Gruzia của họ không làm điều đó vào cuối những năm 1270. Sau năm 1336, khu vực này dường như độc lập trở lại. 
Trước khi giới thiệu sản xuất lụa (không rõ ngày nhưng là một trụ cột của nền kinh tế vào thế kỷ 15 sau Công nguyên), Gilan là một tỉnh nghèo. Không có tuyến đường thương mại vĩnh viễn nào nối Gilan với Ba Tư. Có một thương mại nhỏ trong cá hun khói và các sản phẩm gỗ. Có vẻ như thành phố Qazvin ban đầu là một thị trấn pháo đài chống lại các ban nhạc Deylamites, một dấu hiệu khác cho thấy nền kinh tế của tỉnh đã không tự sản xuất đủ để hỗ trợ dân số. Điều này đã thay đổi với sự ra đời của sâu tơ vào cuối thời Trung cổ. 

### Lịch sử hiện đại
Gilan đã công nhận hai lần, trong một thời gian ngắn, sự sấu kết của Đế chế Ottoman mà không cống nạp cho Sublime Porte,vào năm 1534 và 1591. 
Hoàng đế Safavid, Shah Abbas I đã chấm dứt sự cai trị của Khan Ahmad Khan (người cai trị bán độc lập cuối cùng của Gilan) và sáp nhập tỉnh trực tiếp vào đế chế của mình. Từ thời điểm này trở đi, những người cai trị Gilan được bổ nhiệm bởi ShahBa Tư. Trong thời đại Safavid, Gilan đã được định cư bởi một số lượng lớn người Gruzia, Circassians,Armenia và cácdân tộc khác của Kavkaz có hậu duệ vẫn sống hoặc nán lại trên Gilan. Hầu hết những người Gruzia và Circassians này được đồng hóa vào gilaks chính thống. Lịch sử định cư Gruzia được mô tả bởi Iskandar Beg Munshi,tác giả của  Tarikh-e Alam-Ara-ye Abbasithế kỷ 17, và các khu định cư Circassian của Pietro Della Valle,trong số các tác giả khác. 
Đế chế Safavid trở nên yếu ớt vào cuối thế kỷ 17 sau Công nguyên. Vào đầu thế kỷ 18, đế chế hùng mạnh một thời đã ở trong sự kìm kẹp của cuộc nội chiến và nổi dậy. Peter I đầy tham vọng của Nga (Peter Đại đế) đã gửi một lực lượng chiếm Gilan và nhiều vùng lãnh thổ Iran ở Bắc Caucasus, Transcaucasia,cũng như các vùng lãnh thổ khác ở phía bắc lục địa Iran, thông qua Chiến tranh Nga-Ba Tư (1722-1723) và Hiệp ước Saint Petersburg (1723).  và thủ đô Rasht, bị chinh phục từ cuối năm 1722 đến cuối tháng 3 năm 1723, thuộc sở hữu của Nga trong khoảng mười năm. 
Qajars thành lập một chính phủ trung ương ở Ba Tư (Iran) vào cuối thế kỷ 18 sau Công nguyên. Họ đã thua một loạt các cuộc chiến tranh cho Nga (Chiến tranh Nga-Ba Tư 1804-1813 và 1826-1828),dẫn đến một sự ảnh hưởng to lớn của Đế quốc Nga ở khu vực Caspi,kéo dài đến năm 1946. Các thành phố Rasht và Anzali của gilanian đều bị chiếm đóng và định cư bởi các lực lượng Nga và Nga. Hầu hết các thành phố lớn trong khu vực đều có trường học Nga và dấu vết đáng kể của văn hóa Nga có thể được tìm thấy ngày nay ở Rasht. Lớp học tiếng Nga là bắt buộc trong các trường học và sự gia tăng đáng kể ảnh hưởng của Nga trong khu vực kéo dài cho đến năm 1946 và có tác động lớn đến lịch sử Iran, vì nó trực tiếp dẫn đến Cách mạng Hiến pháp Ba Tư. 
Gilan là một nhà sản xuất lụa lớn bắt đầu từ thế kỷ 15 sau Công nguyên. Kết quả là, đây là một trong những tỉnh giàu có nhất ở Iran. Việc sáp nhập Safavid vào thế kỷ 16 ít nhất là một phần được thúc đẩy bởi dòng doanh thu này. Thương mại lụa, mặc dù không phải là sản xuất, là một sự độc quyền của Vương miện và là nguồn thu nhập thương mại quan trọng nhất cho kho bạc hoàng gia. Ngay từ thế kỷ 16 và cho đến giữa thế kỷ 19, Gilan là nhà xuất khẩu lụa lớn ở châu Á. Shah đã nuôi dưỡng thương mại này cho các thương nhân Hy Lạp và Armenia và đổi lại, nhận được một phần tiền thu được. 
Vào giữa thế kỷ 19, một dịch bệnh chết người trong số những con sâu tơ đã làm tê liệt nền kinh tế của Gilan, gây ra sự khủng hoảng kinh tế lan rộng. Các nhà công nghiệp và thương nhân vừa chớm nở của Gilan ngày càng không hài lòng với sự cai trị yếu kém và không hiệu quả của Qajars. Định hướng lại nông nghiệp và công nghiệp của Gilan từ tơ lụa đến sản xuất lúa và sự ra đời của các đồn điền chè là một phần câu trả lời cho sự suy giảm của lụa trong tỉnh. 
Sau Thế chiến I,Gilan được cai trị độc lập với chính quyền trung ương Tehran và lo ngại rằng tỉnh này có thể chia cắt vĩnh viễn. Trước chiến tranh, Gilanis đã đóng một vai trò quan trọng trong cuộc Cách mạng Hiến pháp Iran. Sepahdar-e Tonekaboni (Rashti) là một nhân vật nổi bật trong những năm đầu của cuộc cách mạng và là công cụ trong việc đánh bại Mohammad Ali Shah Qajar. 
Vào cuối những năm 1910, nhiều người Gilani đã tập trung dưới sự lãnh đạo của Mirza Kuchik Khan,người đã trở thành nhà lãnh đạo cách mạng nổi bật nhất ở miền bắc Iran trong giai đoạn này. Phong trào của Khan, được gọi là phong trào Jangal của Gilan,đã gửi một lữ đoàn vũ trang đến Tehran giúp lật đổ người cai trị Qajar Mohammad Ali Shah. Tuy nhiên, cuộc cách mạng đã không tiến triển theo cách mà những người theo chủ nghĩa hiến pháp đã phấn đấu, và Iran đã phải đối mặt với nhiều bất ổn nội bộ và sự can thiệp của nước ngoài, đặc biệt là từ các đế chế Anh và Nga. 
Trong và vài năm sau Cách mạng Bolshevik,khu vực này đã chứng kiến một dòng người định cư Nga khổng lồ khác (cái gọi là  người di cư trắng). Nhiều hậu duệ của những người tị nạn này đang ở trong khu vực. Trong cùng thời gian đó, Anzali từng là cảng thương mại chính giữa Iran và châu Âu. 
Jangalis được tôn vinh trong lịch sử Iran và bảo vệ Gilan và Mazandaran chống lại các cuộc xâm lược của nước ngoài. Tuy nhiên, vào năm 1920, các lực lượng Anh đã xâm chiếm Bandar-e Anzali,trong khi bị những người Bolsheviktruy đuổi. Giữa cuộc xung đột này, jangalis đã tham gia vào một liên minh với những người Bolshevik chống lại người Anh. Điều này lên đến đỉnh điểm trong việc thành lập Cộng hòa Xô viết Xã hội chủ nghĩa Ba Tư (thường được gọi là Cộng hòa Xã hội chủ nghĩa Gilan), kéo dài từ tháng 6 năm 1920 đến tháng 9 năm 1921. 
Vào tháng 2 năm 1921, Liên Xô đã rút lại sự ủng hộ của họ đối với chính phủ Gilan jangali và ký Hiệp ước Hữu nghị Nga-Ba Tư (1921) với chính quyền trung ương Tehran. Nhà Jangalis tiếp tục đấu tranh chống lại chính quyền trung ương cho đến khi thất bại cuối cùng vào tháng 9 năm 1921 khi quyền kiểm soát Gilan trở lại Tehran.

## Địa lý và khí hậu
Gilan có khí hậu cận nhiệt đới ẩm ướt, với lượng mưa lớn nhất ở Iran: đạt tới 1.900 mm (75 in) ở bờ biển phía tây nam và thường khoảng 1.400 mm (55 in). Rasht, thủ phủ của tỉnh, được quốc tế gọi là "Thành phố của những cơn mưa bạc" và ở Iran là "Thành phố của mưa". 
Lượng mưa lớn nhất trong khoảng thời gian từ tháng 9 đến tháng 12 vì gió trên bờ từ vùng cao Siberia mạnh nhất, nhưng nó xảy ra trong suốt cả năm mặc dù ít dồi dào nhất từ tháng 4 đến tháng 8. Độ ẩm rất cao vì đặc tính đầm lầy của đồng bằng ven biển và có thể đạt tới 90% vào mùa hè đối với nhiệt độ bóng đèn ướt trên 26 °C (79 °F). Phạm vi Alborz cung cấp sự đa dạng hơn nữa cho vùng đất ngoài bờ biển Caspi. 
Bờ biển mát mẻ hơn và thu hút một lượng lớn khách du lịch trong nước và quốc tế. Phần lớn tỉnh là miền núi, xanh và rừng. Đồng bằng ven biển dọc theo biển Caspi tương tự như mazandaran và chủ yếu được sử dụng cho các cánh đồng lúa. Do nông dân trồng và lựa chọn lúa liên tiếp, một số giống cây trồng bao gồm Gerdeh, Hashemi, Hasani và Gharib đã được nhân giống. 
Vào tháng 6 năm 1990, phần lớn tỉnh đã bị phá hủy bởi một trận động đấtnghiêm trọng, trong đó khoảng 45.000 người đã chết. Abbas Kiarostami đã thực hiện các bộ phim  Life, and Nothing More của  mình và Through the Olive  Trees  dựa trên sự kiện này. 

## Nhân khẩu học
Gilan có dân số áp đảo với 2 vùng là Gilak và Talesh, với một thiểu số người Azerbaijan, Ba Tư và các nhóm nhỏ hơn của Gruzia, Armenia, Circassians và những người khác. 
Năm ngôn ngữ Iran được nói bằng tiếng Gilan - Gilaki, Taleshi, Ba Tư,và, ở một mức độ nhỏ hơn, Tati và người Kurd. Tất cả (không bao gồm tiếng Ba Tư) thuộc nhánh tây bắc của ngôn ngữ Iran. Các ngôn ngữ không phải tiếng Iran chủ yếu là tiếng Azerbaijan, Gruzia, Armenia, Circassianvà một số tiếng Gypsy(Romany). Ba triệu người nói gilaki như ngôn ngữ đầu tiên hoặc thứ hai của họ. 
| Năm           | 1996      | 2006      | 2011      | 2016      |
| ------------- | --------- | --------- | --------- | --------- |
| Dân số xấp xỉ | 2,241,896 | 2,404,861 | 2,480,874 | 2,530,696 |

## Văn hóa
Xem xét Gilan chủ yếu là nơi sinh sống của Gilaks,một nền văn hóa Gilaki Iran có mặt ở tỉnh không khác nhiều so với các truyền thống khác của Iran. Sự khác biệt lớn nhất được nhìn thấy trong thực phẩm, bài hát truyền thống, quần áo truyền thống, khu vực nông thôn và cuộc sống hàng ngày của họ, và các truyền thống khác như Lịch Gilaki và Năm mới Gilaki được gọi là "Nouruz Bel" là vào mùa hè. Năm mới này khác với năm mới phổ biến hơn của Iran vì nó liên quan đến người dân Gilan và đời sống nông nghiệp chủ yếu của họ. 
Vị trí của Gilan trên tuyến thương mại Tehran-Baku đã thiết lập các thành phố Bandar-e Anzali và Rasht được xếp hạng trong số các trung tâm thương mại quan trọng nhất ở Iran. Kết quả là, các thương nhân và tầng lớp trung lưu chiếm một tỷ lệ đáng kể dân số. 
Tỉnh có trung bình hàng năm có 2 triệu khách du lịch, chủ yếu là khách nội địa. Mặc dù Tổ chức Di sản Văn hóa Iran liệt kê 211 di tích có ý nghĩa lịch sử và văn hóa trong tỉnh, điểm thu hút khách du lịch chính ở Gilan là thị trấn nhỏ Masouleh trên những ngọn đồi phía đông nam Rasht. Nó được xây dựng tương tự như các khu định cư Pueblo, với mái của một ngôi nhà là sân của ngôi nhà ở trên. 
Gilan có một truyền thống ẩm thực mạnh mẽ, từ đó một số món ăn đã được áp dụng trên khắp Iran. Sự phong phú này xuất phát một phần từ khí hậu, cho phép trồng nhiều loại trái cây, rau và các loại hạt trong tỉnh. Hải sản là một thành phần đặc biệt mạnh mẽ của ẩm thực Gilani (và Mazandarani). Cá tầm,thường được hun khói hoặc phục vụ như kebab, và trứng cá muối là món ngon dọc theo toàn bộ vùng duyên hải Caspian. Các loại cá khác như mahi sefid, kuli, kulmeh, cá hồiCaspian, mahi kapur và nhiều loại khác được tiêu thụ. Trứng cá, hay ashpal, được sử dụng rộng rãi trong ẩm thực Gileki. Các món hầm ba tư truyền thống như ghalieh mahi (cá hầm) và ghalieh maygu (tôm hầm) được đặc trưng và chế biến theo kiểu Gilani độc đáo. 
Cụ thể hơn đối với Gilan là một loại bột và nước sốt nước ép lựuđặc biệt, được sử dụng làm nước ướp cho kebab 'chua'(Kabab Torsh)và làm cơ sở của Fesenjān,một món hầm phong phú của vịt, gà hoặc thịt cừu. Mirza ghasemi là một món cà tím và trứng với hương vị khói thường được phục vụ như một món ăn phụ hoặc món khai vị. Các món ăn khác như vậy bao gồm tỏi ngâm, ô liu với bột và cá hun khói. Trứng cá muối và cá hun khói từ khu vực này được đánh giá cao và tìm kiếm rộng rãi tại các thị trường sành ăn trong và ngoài nước. Xem thêm Ẩm thực Iran.

## Ngôn ngữ
| Người Gilan       | Người Gilan       | Người Gilan | Người Gilan | Người Gilan |
| ----------------- | ----------------- | ----------- | ----------- | ----------- |
| quốc tịch         | quốc tịch         |             | Phần trăm   | Phần trăm   |
| Gilaks và Taleshs | Gilaks và Taleshs |             | 86%         | 86%         |
| Turks             | Turks             |             | 7%          | 7%          |
| Người Ba Tư       | Người Ba Tư       |             | 4%          | 4%          |
| Khác              | Khác              |             | 3%          | 3%          |

Ngôn ngữ Gilaki là một ngôn ngữ Caspi, và là một thành viên của chi nhánh ngôn ngữ tây bắc Iran, được nói ở tỉnh Gīlān của Iran.  là một trong những ngôn ngữ chính được sử dụng ở tỉnh Gilan và được chia thành ba phương ngữ: Tây Gilaki, Đông Gilaki và Galeshi (ở vùng núi Gilan). Các phương ngữ phương tây và phương đông được ngăn cách bởi Sefid Roud.  Mặc dù Gilaki là ngôn ngữ được sử dụng rộng rãi nhất ở Gilan, ngôn ngữ Talysh cũng được sử dụng trong tỉnh. Chỉ có hai thành phố ở Gilan, nơi Talyshi được nói độc quyền: Masal và Masoleh (mặc dù các thành phố khác nói tiếng Talyshi cùng với Gilaki) trong khi Talyshi được nói chủ yếu ở thành phố Astara, Hashtpar và các thị trấn xung quanh. 
Tiếng Iran cũng được  ở tỉnh Gilan vì nó là ngôn ngữ chính thức của Iran, đòi hỏi mọi người phải biết tiếng Iran.